# Julian Fuhs

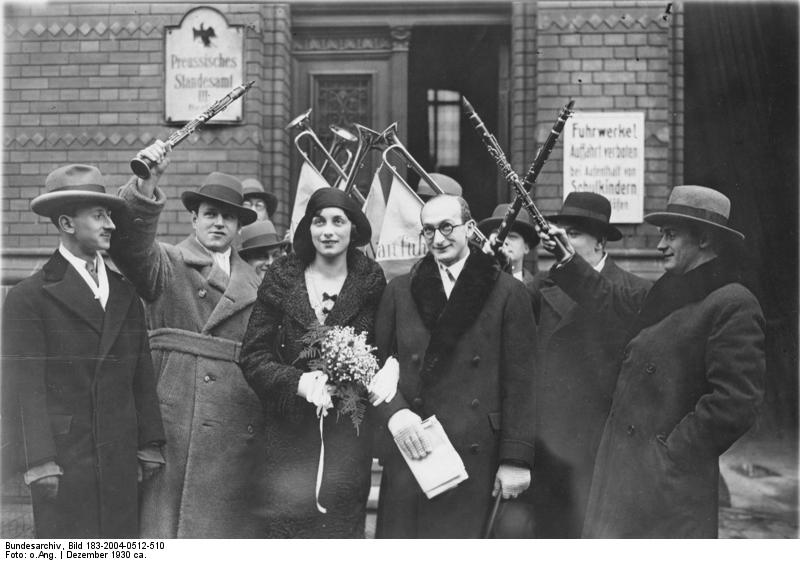
Hochzeit Julian Fuhs und Lily Löwenthal, Dezember 1930

Julian Fuhs (* 20. November 1891 in Berlin; † 4. Februar 1975 in
Miami, nach anderer Quelle in Miami Beach) war ein deutsch-US-amerikanischer Pianist und Bandleader.

## Leben
Nach dem Besuch des Stern’schen Konservatoriums wanderte Fuhs 1910 in die USA aus und erwarb 1916 die amerikanische Staatsangehörigkeit. 1924 kehrte er wieder nach Berlin zurück, wo er seine Follies Band zusammenstellte, deren amerikanisch geprägte Jazz- und Unterhaltungsmusik äußerst erfolgreich war. Er trug in den 1920er Jahren wesentlich zur Etablierung des Jazz in Deutschland bei, beschäftigte als erster einen dreistimmigen Saxophonsatz und galt als deutsches Gegenstück zu Paul Whiteman – nach dessen Aufnahme von George Gershwins Rhapsody in Blue war Fuhs der Erste, der es in Europa für die Schallplatte einspielte. 1931 wurde er als Folge der Weltwirtschaftskrise gezwungen, sein Orchester aufzulösen und seinen Lebensunterhalt als Inhaber eines Lokals zu verdienen. 1933 wurde er aufgrund seiner jüdischen Herkunft mehrfach Opfer gewalttätiger Übergriffe. Er emigrierte zunächst nach Österreich, dann in die Tschechoslowakei und nach Frankreich. 1937 kehrte er in die USA zurück, wo er sich als Vertreter durchschlug und verarmt starb.

## Werke

Label einer Schellackplatte von Julian Fuhs, 1930

Julian Fuhs, Ein Amerikaner aus Berlin (CD mit Originalaufnahmen 1925–1930)